# Грани (группа)
«Гра́ни» — хип-хоп-группа из Ростова-на-Дону, образованная летом-осенью 1999 года. В её состав входят рэперы Тигра (Полосатый) и Тёмный (Тёма). В 2000 году в группу вступил Змей, экс-участник группы «Западный Сектор», позднее (в 2008 году) перешедший в «Касту».

## История
В начале своей карьеры «Грани» имели всего несколько треков, с которыми выступали время от времени. Летом 2000 года они пригласили к себе Змея, ушедшего из группы «Западный Сектор». С приходом Змея «Грани» начали обретать популярность.
Первый, записанный в обновлённом составе, трек назывался «Поэт», бит для которого написал Влади. Трек стал широко популярным и вошел в альбом Объединенной Касты «В полном действии». Вскоре после этого Грани вошли в объединение ростовских рэперов «Объединённая Каста», в которое входили: «Каста», «Карабасс», «Бледнолицые Нигга'дяи», Баста Хрю, «Доброе Зло», «Западный Сектор», «Песочные люди» и многие другие.
Грани участвовали в сборнике «Рэп Рунет 2001 vol.1» со своим треком «Под вечным огнём», посвященным памяти погибших в недавних войнах. Также «Грани» приняли участие в презентации сборника в клубе «Точка» (Москва).
Весной — летом 2001 года Змей и Влади записали трек «Юго-восточная Европа» совместно с группой Mary Jane (Краснодар).
В 2003 году «Грани» выпустили свой первый альбом под названием «Алкоголики». В записи «Алкоголиков» приняли участие: Змей, Тигра, Темный, Панама, Электроник, Марина, Чипс, Шым и Влади. В альбом была включена песня «Ростов-город, Ростов-Дон» Матвея Блантера на стихи Анатолия Софронова в исполнении Краснознаменного им. А. В. Александрова ансамбля песни и пляски Советской Армии. В записи этого трека «Грани» участия не приняли.
После этого у «Граней» наступило творческое затишье; Тёмный и Тигра ходили на работу, и времени на музыку у них оставалось мало. Змей гастролировал вместе с Кастой. Он стал семейным человеком, и гастроли стали его основным средством заработка.
Однако, после двухгодичного перерыва, «Грани» выпустили свой второй альбом под названием «Кипеш». Производством альбома занимались Влади («Каста»), Змей («Грани»), группа «Понятный день», «Beatmaker Beat» и «Прометей» («АнтАнтА»).
После этого опять наступило затишье. Сразу после выхода «Кипеша» Змей вышел из состава группы и стал активно гастролировать и записывать треки с «Кастой», а в 2008-м году был принят в её состав наравне с остальными. После ухода Змея в группу был принят новый участник Сям, а в 2007-м у «Граней» вышел сборник «Неизданное», куда попали сольные композиции участников группы. В дальнейшем группа выступает в клубах Ростова и записывает совместные треки с ростовскими артистами. В июле 2011 «Грани» поучаствовали на треке-возвращении объединенной «Касты» «Старая песочница» с альбома «Песочных людей» «Колесо — оба зрения».
В 2015 году вышел альбом «Черное и белое».

## Дискография
- Алкоголики (2003) (макси-сингл)
- Кипеш (2005)
- Черное и белое (2015)